# Хоббихорсинг
Хоббихо́рсинг (англ. hobby horsing или hobbyhorsing) — вид спорта, представляющий собой «езду» на деревянной палке с лошадиной головой.

## История
Хоббихорсинг — «езда» на деревянной палке с лошадиной головой — имеет давнюю историю. Так, он описывается уже в книге XIX века, где говорится о том, что подобное развлечение было традиционным первомайским ритуалом среди рыбаков городка Майнхед в Сомерсетшире, Англия. Однако в течение долгого времени подобные «ска́чки» оставались либо детской забавой, либо чудачеством. Ситуация начала меняться с 2010 года, когда финская девочка-подросток Алиса Аорнимяки сначала сама увлеклась подобными «ска́чками», а затем начала искать и организовывать через социальные сети подруг по подобному увлечению. Через несколько лет в Финляндии образовалась целая субкультура любительниц хоббихорсинга. С 2015 года Алиса стала формировать правила нового вида спорта. В 2017 году на экраны вышел фильм режиссёра Селмы Вилхунен Hobbyhorse revolution (с англ. — «Революция хоббихорсинга»), который привлёк внимание к зарождавшемуся виду спорта не только в Финляндии, но и в других странах.

## Описание
В русском языке отсутствует чёткий перевод английского термина hobbyhorse — например, в классическом словаре Мюллера он переводится описательной фразой «палочка с лошадиной головой». Поэтому участники хоббихорсинга используют для наименования своих «скакунов» транскрипцию английских слов — «хоббихорс». Бо́льшую часть хоббихорсов изготавливают самостоятельно сами участницы, однако появились и спортивные хоббихорсы промышленного изготовления — цены на некоторые из них достигают 200 евро.
Хоббихорсинг более всего распространён в Финляндии — там насчитывается до 10 000 занимающихся им, преимущественно это девочки и девушки, в возрасте от 10 до 18 лет, хотя встречаются и женщины постарше. Хоббихорсинг также получил распространение в таких странах, как Австралия, Великобритания, Дания, Нидерланды, США, Швеция. В России Федерация хоббихорсинга была официально зарегистрирована в 2019 году.
Поклонники хоббихорсинга полагают, что он обладает терапевтическим воздействием и позволяет восстанавливать душевное равновесие, он также развивает координацию, помогает держать осанку, тренирует пресс, мышцы ног и рук, даёт импульс общему физическому развитию. В отличие от традиционного конного спорта, занятия хоббихорсингом намного более доступны с финансовой точки зрения. При этом часто занятия по хоббихорсингу проходят при конюшнях и конноспортивных школах, судьями в соревнованиях выступают профессионалы конного спорта. Хоббихорсинг может также стать первой ступенью к дальнейшим занятиям конным спортом.

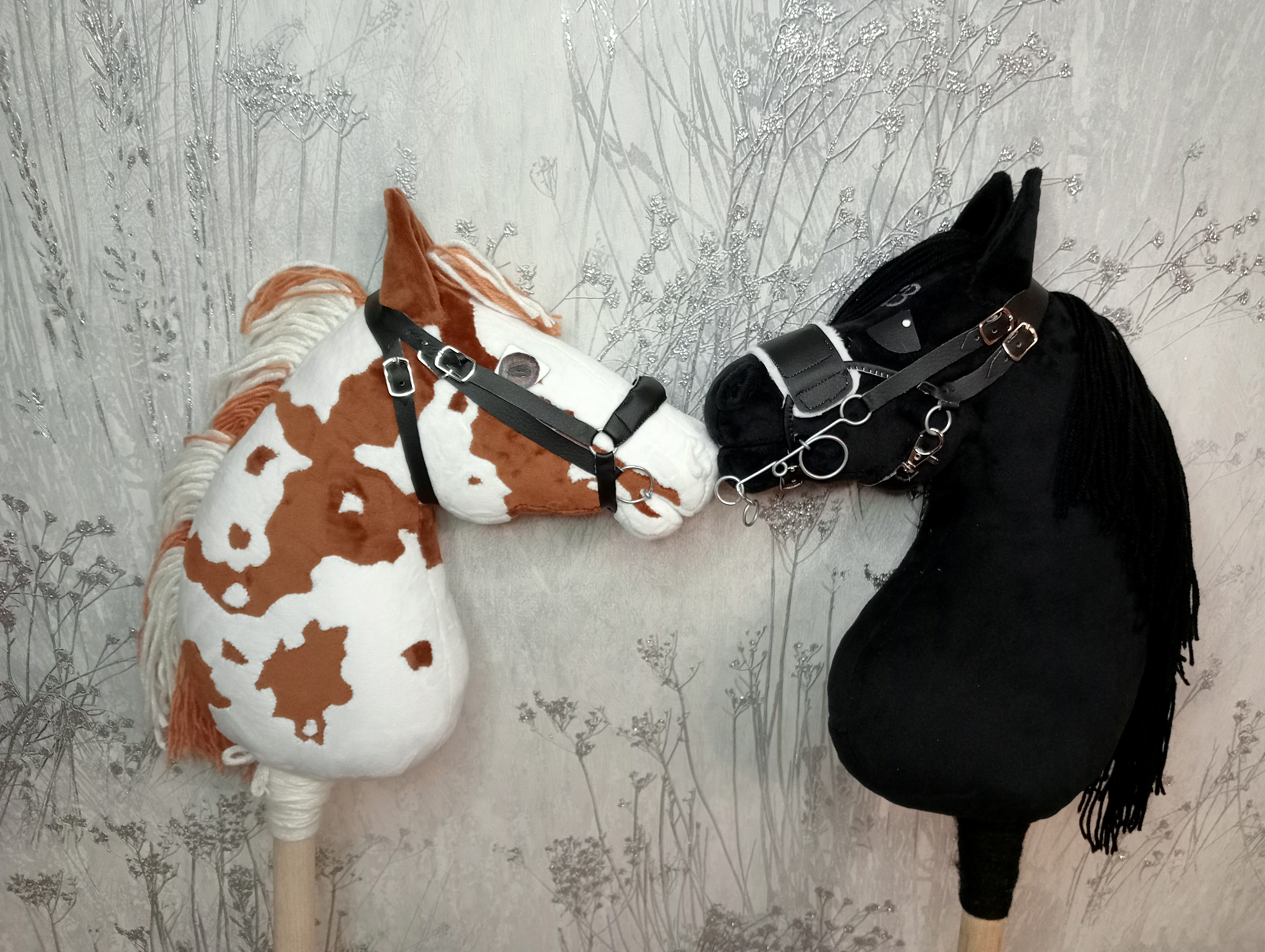
Хоббихорсы

## Правила
В общем и целом, правила хоббихорсинга повторяют правила традиционного конного спорта — прежде всего таких дисциплин, как выездка и конкур. В выездке наездница должна своим телом сымитировать вольт, диагональ, серпантин, боковые, то есть те элементы, которые выполняет лошадь на манеже. В конкуре участницы должны пройти полосу препятствий с барьерами высотой от 20 см до 1,5 метра — при этом задача состоит не только в том, чтобы перепрыгнуть барьер, но и в том, чтобы сымитировать при этом поведение лошади.

## Соревнования
В Финляндии — на родине хоббихорсинга — соревнования проходят с 2017 года. Уже в первом турнире участвовали около 200 наездниц, понаблюдать за соревнованиями собрались около 1000 зрителей. В России соревнования по хоббихорсингу проводятся с 2019 года.